# Raoul Loé
Raoul Cédric Loé (ur. 31 stycznia 1989 w Courbevoie) – kameruński piłkarz grający na pozycji defensywnego pomocnika. Od 2017 roku jest zawodnikiem klubu CA Osasuna.

## Kariera klubowa
Swoją karierę piłkarską Loé rozpoczynał w juniorach klubów Paris Saint-Germain i CS Brétigny. Następnie został zawodnikiem hiszpańskiego Manchego CF i w sezonie 2008/2009 grał w nim w Tercera División. W 2009 roku przeszedł do AD Ceuta. W latach 2009–2011 grał w tym klubie w rozgrywkach Segunda División B.
W 2011 roku Loé został zawodnikiem Osasuny. Początkowo stał się zawodnikiem rezerw tego klubu występujących w Segunda División B. Jednak 3 marca 2012 zadebiutował w Primera División w zremisowanym 1:1 wyjazdowym meczu z RCD Mallorca. W sezonie 2012/2013 stał się jej podstawowym zawodnikiem Osasuny. 27 stycznia 2013 w przegranym 1:5 wyjazdowym spotkaniu z FC Barcelona (1:5) strzelił swojego pierwszego gola w Primera División.
| Sezon   | Klub         | Kraj      | Rozgrywki          | Mecze | Bramki |
| ------- | ------------ | --------- | ------------------ | ----- | ------ |
| 2008/09 | Manchego CF  | Hiszpania | Tercera División   | 31    | 3      |
| 2009/10 | AD Ceuta     | Hiszpania | Segunda División B | 35    | 1      |
| 2010/11 | AD Ceuta     | Hiszpania | Segunda División B | 27    | 0      |
| 2011/12 | CA Osasuna   | Hiszpania | Primera División   | 8     | 0      |
| 2011/12 | CA Osasuna B | Hiszpania | Segunda División B | 28    | 0      |
| 2012/13 | CA Osasuna   | Hiszpania | Primera División   | 23    | 2      |
| 2013/14 | CA Osasuna   | Hiszpania | Primera División   | 19    | 0      |
| 2014/15 | CA Osasuna   | Hiszpania | Segunda División   | 33    | 3      |
| 2015/16 | Al-Sailiya   | Katar     | Qatar Stars League | 25    | 2      |
| 2016/17 | CA Osasuna   | Hiszpania | Primera División   | 7     | 0      |